# Desert Shores (Californie)
Desert Shores est une census-designated place du comté d'Imperial, dans l'État de Californie, aux États-Unis,. En 2020, elle compte une population de 1 128 habitants.